# District de Peshawar
Le district de Peshawar (en ourdou : ضلع پشاور) est une subdivision administrative de la province Khyber Pakhtunkhwa au Pakistan. Il est constitué autour de sa capitale Peshawar, qui est par ailleurs le siège de la province et l'une des plus grandes villes du pays. Le district est entouré par Mohmand et Charsadda au nord, Nowshera à l'ouest, Orakzai au sud et enfin Khyber à l'ouest.
Le district compte près de 4,8 millions d'habitants en 2023, ce qui en fait le plus peuplé de la province. Près de 40 % d'entre eux habite la capitale Peshawar. La population d'ethnie pachtoune parle majoritairement le pachto. Le district est en grande partie entouré des régions tribales.

## Histoire

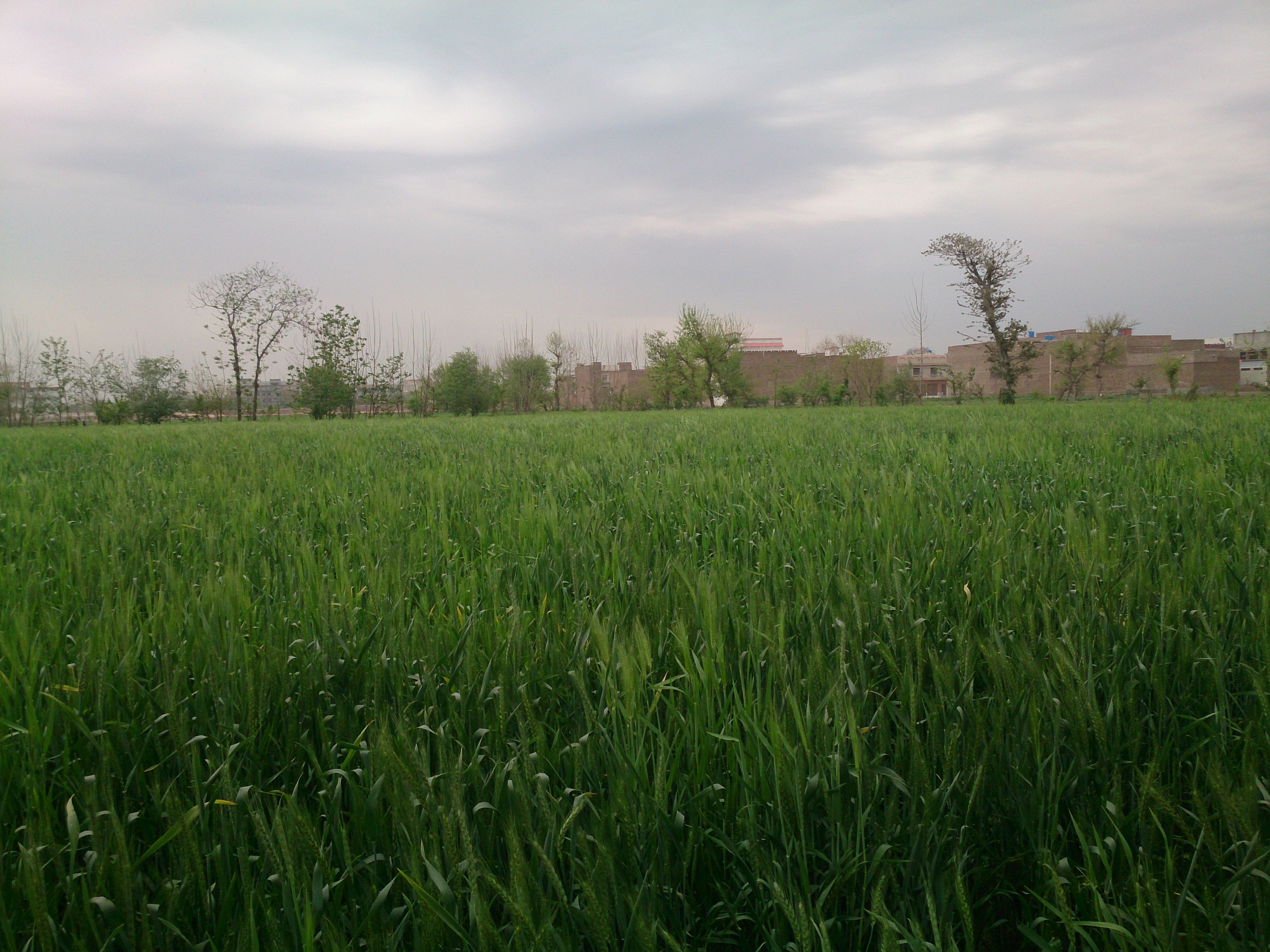
Champ cultivé dans le district.

La région de Peshawar a été sous la domination de diverses puissances au cours de l'histoire, notamment le Sultanat de Delhi puis l'Empire moghol. Elle a ensuite été prise par l'Empire sikh en 1818, puis en 1848, elle est conquise par le Raj britannique.
En 1947, Peshawar est intégré au Pakistan à la suite de la partition des Indes, bien que la ville ait longtemps été l'épicentre du mouvement Khudai Khidmatgar, qui s'était opposé au mouvement pour le Pakistan. Le district a perdu une grande partie de sa superficie quand le district de Charsadda et celui de Nowshera sont créés en 1988.

## Démographie
Lors du recensement de 1998, la population du district a été évaluée à 2 067 591 personnes, dont 48,5 % d'urbains, un taux élevé pour Khyber Pakhtunkhwa, du fait de la présence de la capitale provinciale Peshawar. Le taux d'alphabétisation était de 42 % environ, comparable à la moyenne nationale de 44 % mais bien supérieur à la moyenne provinciale de 35 %. Il se situait à 56 % pour les hommes et 26 pour les femmes, soit un différentiel de 30 points, supérieur à la moyenne nationale de 25 points mais inférieur à la moyenne provinciale de 32 points.
Le recensement suivant mené en 2017 pointe une population de 4 269 079 habitants, soit une croissance annuelle de 4 %, bien supérieure aux moyennes nationale et provinciale de 2,4 % et 2,9 % respectivement.
D'après le recensement de 2023, la population atteint presque 4,8 millions d'habitants, mais l'urbanisation chute à 40 % alors que la ville de Peshawar perd des habitants. La croissance démographique du district est bien inférieure à celle de la province. L'alphabétisation s'établit à 53 %, un peu plus que la moyenne provinciale de 51 %, dont 65 % pour les hommes et 41 pour les femmes.
La langue la plus parlée du district est le pachto (93 %) alors que les Pachtounes sont très largement majoritaires. On trouve des minorités parlant hindko (4 %) et ourdou (2 %) notamment.
Les habitants du district sont très largement musulmans, à plus de 99 % de la population en 2023. Les minorités religieuses sont très faiblement représentées : 0,7 % de chrétiens soit près de 33 000 fidèles ainsi que 1 800 hindous et 1 500 sikhs. La grande majorité des minorités réside dans la ville de Peshawar.

## Administration

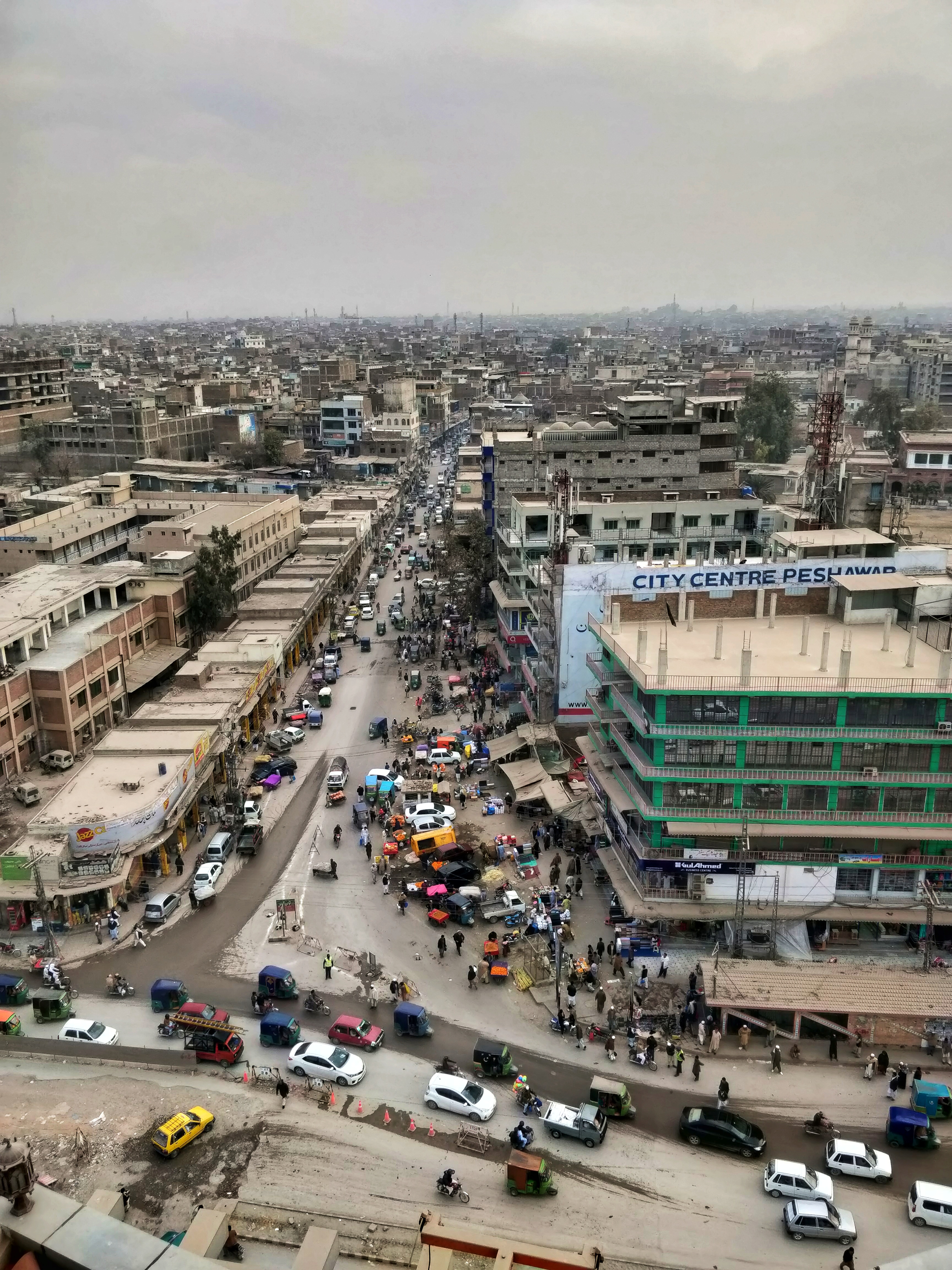
La ville de Peshawar.

Le district est composé d'un unique tehsil, qui porte le nom du district, ainsi que 92 Union Councils.
La capitale Peshawar est la seule localité considérée comme urbaine d'après le recensement de 2023, qui rassemble 40 % de la population du district.
| Ville    | Population (rec. 2023), |
| -------- | ----------------------- |
| Peshawar | 1 905 975               |

## Politique
De 2002 à 2018, le district est représenté par les quatre circonscriptions no 1 à 4 à l'Assemblée nationale et par onze à l'Assemblée provinciale de Khyber Pakhtunkhwa. Lors des élections législatives de 2013, elles ont quasiment toutes été remportées par des candidats du Mouvement du Pakistan pour la justice, à l'exception d'un candidat de la Ligue musulmane du Pakistan (N),.
Depuis la réforme électorale de 2018, le district est représenté par les cinq circonscriptions no 27 à 31 à l'Assemblée nationale ainsi que les quatorze circonscriptions no 66 à 79 de l'Assemblée provinciale. Lors des élections législatives de 2018, elles sont à nouveau quasiment toutes remportées par le Mouvement du Pakistan pour la justice, à l'exception de deux pour le Parti national Awami
| Parti                                        | Voix (national) | %       | Élus nationaux | Élus provinciaux |
| -------------------------------------------- | --------------- | ------- | -------------- | ---------------- |
| Mouvement du Pakistan pour la justice        | 357 406         | 50,74 % | 5              | 12               |
| Muttahida Majlis-e-Amal                      | 126 034         | 17,89 % | 0              | 0                |
| Parti national Awami                         | 103 235         | 14,66 % | 0              | 2                |
| Parti du peuple pakistanais                  | 46 122          | 6,55 %  | 0              | 0                |
| Ligue musulmane du Pakistan (N)              | 32 509          | 4,62 %  | 0              | 0                |
| Tehreek-e-Labbaik Pakistan                   | 25 315          | 3,59 %  | 0              | 0                |
| Autres partis                                | 3 080           | 0,44 %  | 0              | 0                |
| Indépendants                                 | 10 682          | 1,52 %  | 0              | 0                |
| Total exprimés (participation : 42,25 %)     | 704 383         | 100 %   | 5              | 14               |
| Source : Commission électorale du Pakistan,. |                 |         |                |                  |